# 6795 Ерншьольдсвік
6795 Ерншьольдсвік (6795 Örnsköldsvik) — астероїд головного поясу, відкритий 17 березня 1993 року.
Тіссеранів параметр щодо Юпітера — 3,379.
Названо на честь шведського міста Ерншьольдсвік (швед. Örnsköldsvik) в провінції Онгерманланд, адміністративний центр Ерншьольдсвікської комуни.